# Pia Carrot e Yōkoso
Welcome to Pia Carrot!! (Pia♥キャロットへようこそ!! Pia♥Kyarotto e Yōkoso!!?,  o también simplemente Pia Carrot) es una serie de novelas visuales bishōjo para adultos (eroge) creadas por Cocktail Soft (parte de F&C).

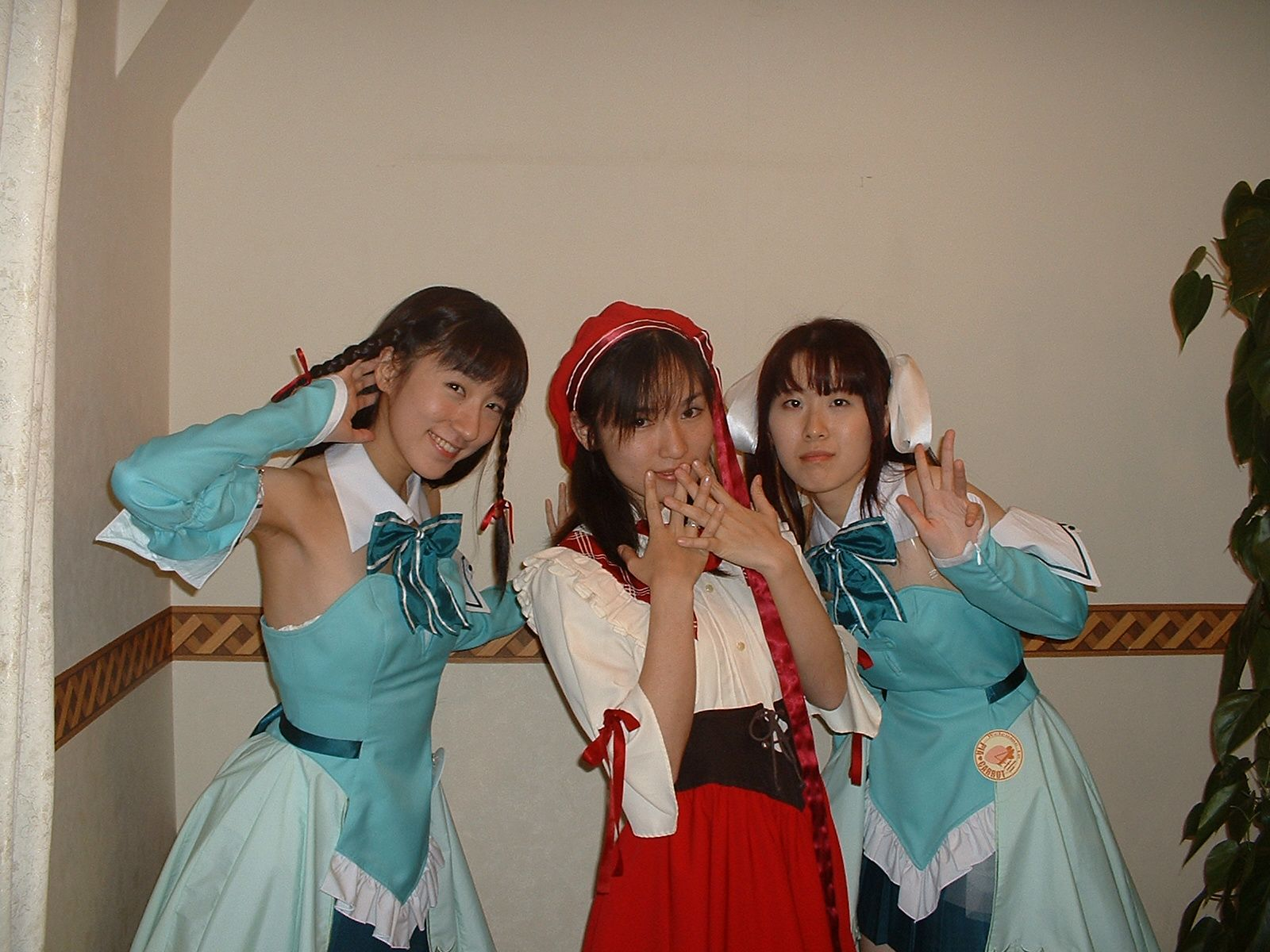
Cosplay de personajes de Pia Carrot e Yōkoso

Los juegos ocurren en una cadena ficticia de restaurantes llamados “Pia Carrot”, en donde la mayoría de los personajes femeninos son camareras de estos restaurantes. Cada restaurante es llamado “1”, “2”, etc. En Japón, en el barrio de Akihabara, se abrió un restaurante de cosplays con el nombre de Pia Carrot.
La serie consiste de varias versiones de videojuegos, animes y mangas, estos dos últimos basados en los juegos.

## Lista de series

### Videojuegos
- Welcome to Pia Carrot!! ~We've Been Waiting for You~ (Para MS-DOS, NEC PC-9801 y Windows 3.1 en 1996; PC-FX en 1997 y Sega Saturn en 1998)
- Welcome to Pia Carrot!! 2 (Para Windows 95 en 1997, Sega Saturn en 1998, Windows 2000 en 2002 y Sega Dreamcast en 2003)
  - Welcome to Pia Carrot!! 2.2 (Versión para Game Boy Color en 2000). Versión sin contenido erótico.
  - Welcome to Pia Carrot!! 2.5 (Versión para PC en 2001, Sega Dreamcast en 2003)
- Welcome to Pia Carrot!! 3 (Para PC en 2001, Sega Dreamcast y PlayStation 2 en 2003)
  - Welcome to Pia Carrot!! 3.3 (Versión para Game Boy Advance en 2004). Versión sin contenido erótico.
- Welcome to Pia Carrot!! G.O. ~Grand Open~ (Para PC en 2006)
  - Pia Carrot G.O. TOYBOX ~Summer Fair~ (Fandisc, en 2006)
  - Mah-Jong in Pia Carrot (Pia Jong) (spin-off, en 2007)
  - Pia Carrot G.O. TOYBOX2 ~Spring Fair~ (Fandisc, en 2007)
- Welcome to Pia Carrot!! G.P. (Para PlayStation 2, PlayStation Portable, 25 de enero de 2008)
  - Welcome to Pia Carrot!! G.P. FD (Fandisc, en 2008)
- Welcome to Pia Carrot!! 4 (Para Xbox 360, PlayStation Portable, en 2009)
  - Welcome to Pia Carrot!! 4 FD (Fandisc, en 2010)
- Pri Pia ~Prince Pia Carrot~ (Para PlayStation Portable, en 2014)

### Animes
- Welcome to Pia Carrot!! (OVA hentai, 3 capítulos lanzados entre 1997-1998);
- Welcome to Pia Carrot!! 2 (OVA hentai, 3 capítulos lanzados entre 1998-1999);
- Welcome to Pia Carrot!! 2 DX (OVA, 6 capítulos lanzados entre 1999-2000);
- Welcome to Pia Carrot!! ~Sayaka's Love Story~ (Película; lanzada en 2002)

## Welcome to Pia Carrot!! ~We've Been Waiting for You~
El primer juego de la serie se llama Welcome to Pia Carrot!! ~We've Been Waiting for You~ y fue lanzado en 1996 para MS-DOS, NEC PC-9800 y para Windows 3.1. Más adelante también fue lanzado para PC-FX en 1997, y para la Sega Saturn por KID en 1998.
De este juego se produjo una miniserie hentai en formato OVA de 3 episodios, llamada Welcome to Pia Carrot!!.

## Welcome to Pia Carrot!! 2
Welcome to Pia Carrot!! 2 es la secuela de Welcome to Pia Carrot!! ~We've Been Waiting for You~, sucede cuatro años después del primer juego. La versión original (publicada en 1997) era para Windows 95 y más tarde en 1998 fue lanzado para Sega Saturn por NEC Interchannel; para Windows 2000 fue lanzado por F&C FC02 en 2001, esta versión también se ejecutaba en Windows 95, 98, 98SE y Me; para Sega Dreamcast fue lanzado en 2003 por NEC Interchannel.
Basado en este título, se lanzaron dos miniseries en formato OVA. La primera, Welcome to Pia Carrot!! 2, es un título hentai de 3 episodios, mientras que la segunda, Welcome to Pia Carrot!! 2 DX, es un título sin contenido erótico pero sí con escenas de fanservice, de 6 episodios; esta última miniserie fue transmitida por el canal Locomotion.

### Welcome to Pia Carrot!! 2.2
Welcome to Pia Carrot!! 2.2 es una rama de Pia Carrot 2 lanzada cuatro meses después del juego original. Fue lanzado para la Game Boy Color por NEC Interchannel en 2000. Es una versión sin contenido erótico.

### Welcome to Pia Carrot!! 2.5
Welcome to Pia Carrot!! 2.5 es un juego que reúne Pia Carrot 2 y Pia Carrot 2.2 para la Sega Dreamcast. Este título contiene 2 GD-ROMs.

## Welcome to Pia Carrot!! 3
Welcome to Pia Carrot!! 3 es la tercera entrega del juego, secuela de Pia Carrot 2; la historia sucede un año después de dicho juego. Fue lanzado para PC por F&C FC02 en 2001. Las versiones para Dreamcast y PlayStation fueron lanzadas por NEC Interchannel en 2003.
En 2002, con base en este juego fue producida una película de anime llamada Welcome to Pia Carrot!! ~Sayaka's Love Story~ (Pia Carrot e Yōkoso!! ~Sayaka no Koi-monogatari~).

### Welcome to Pia Carrot!! 3.3
Welcome to Pia Carrot!! 3.3 es una rama de Pia Carrot 3. Fue lanzado para la Game Boy Advance por NEC Interchannel en 2004. Esta versión es sin contenido erótico.

## Welcome to Pia Carrot!! G.O. ~Grand Open~
Welcome to Pia Carrot!! G.O. ~Grand Open~ es la cuarta entrega y una de las secuelas de Pia Carrot 3, sucede 2 años después de dicho juego. Fue lanzado para PC y PlayStation 2 en febrero de 2006.

### Pia Carrot G.O. TOYBOX ~Summer Fair~
Pia Carrot G.O. TOYBOX ~Summer Fair~ es un fandisc de Pia Carrot G.O. que adiciona cuatro mini aventuras y un juego de preguntas. Fue lanzado en septiembre del año 2006 para PC.

### Mah-Jong in Pia Carrot
Mah-Jong in Pia Carrot o Pia Jong es un spin-off de Pia Carrot G.O. Se introduce a un nuevo personaje femenino como heroína y el juego consiste en partidas de Mah-jong contra los diferentes personajes femeninos. Este juego cuenta con la particularidad de que si se consigue la victoria en las partidas, se obtiene como recompensa escenas de anime hentai con el personaje derrotado. Fue lanzado en febrero del año 2007 para PC.

### Pia Carrot G.O. TOYBOX2 ~Spring Fair~
Pia Carrot G.O. TOYBOX2 ~Spring Fair~ es el segundo fandisc de Pia Carrot G.O., que adiciona cuatro mini aventuras y otros minijuegos. Fue lanzado en abril del año 2007 para PC.

## Welcome to Pia Carrot!! G.P.
Welcome to Pia Carrot!! G.P. (Gakuen Princess) es la quinta entrega, se ubica luego de Pia Carrot. Fue lanzado para PC, PlayStation 2 y PlayStation Portable en enero de 2008.

### Welcome to Pia Carrot!! G.P. FD
Welcome to Pia Carrot!! G.P. FD es un fandisc de Pia Carrot G.P., con los personajes de Hina, Miu y Aoi. También incluye fondos de pantalla originales. Fue lanzado en septiembre del año 2008 para PC.

## Welcome to Pia Carrot!! 4
Welcome to Pia Carrot!! 4 es la sexta entrega y otra de las secuelas de Pia Carrot 3. Fue lanzado para PC por Cocktail Soft en 2009. Un puerto de Xbox 360 fue lanzado el 24 de febrero de 2011 y una versión para PlayStation Portable en 2012.

### Welcome to Pia Carrot!! 4 FD
Welcome to Pia Carrot!! 4 FD es un fandisc de Pia Carrot 4, este juego se centra en historias adicionales para algunos personajes: Akemi, Sora y Haruna.

## Pri Pia ~Prince Pia Carrot~
Pri Pia ~Prince Pia Carrot~ es el primer juego de género otome de la franquicia Pia Carrot. Fue lanzado para la plataforma PlayStation Portable y PC en octubre del año 2014.

## Curiosidades
- Durante los episodios de Welcome to Pia Carrot!! 2 DX, puede verse en reiteradas ocasiones en un segundo plano, a los diferentes personajes de Di Gi Charat.
- Welcome to Pia Carrot!! ~Sayaka's Love Story~, fue la primera película adaptada de un eroge.
- En el episodio 3 de Welcome to Pia Carrot!! 2 DX, Tsukasa hace un cosplay de Suwatee, la protagonista de la famosa serie hentai Can Can Bunny Extra.